# Veenendaal-Veenendaal 1991
La Veenendaal-Veenendaal 1991, sesta edizione della corsa, si svolse il 21 agosto su un percorso di 210 km, con partenza ed arrivo a Veenendaal. Fu vinta dall'olandese Wiebren Veenstra della squadra Buckler davanti al tedesco Olaf Ludwig e all'altro olandese John Talen.

## Ordine d'arrivo (Top 10)
| Pos. | Corridore         | Squadra                 | Tempo    |
| ---- | ----------------- | ----------------------- | -------- |
| 1    | Wiebren Veenstra  | Buckler                 | 5h13'07" |
| 2    | Olaf Ludwig       | Panasonic-Sportlife     |          |
| 3    | John Talen        | PDM-Concorde-Ultima     |          |
| 4    | Eddy Schurer      | TVM-Sanyo               |          |
| 5    | Martin Schalkers  | TVM-Sanyo               |          |
| 6    | Hendrik Redant    | Lotto-Superclub         |          |
| 7    | Peter Huyghe      | La William-Saltos-Duvel |          |
| 8    | Ronny Pauwels     | ELRO snacks-Hisfa       |          |
| 9    | John Tomac        | Motorola                |          |
| 10   | Stefan Van Leeuwe | Tulip                   |          |